# Az Apollo-program űrhajósainak listája
Az Apollo-program űrhajósainak listája összesen 32 olyan személyt tartalmaz, aki a NASA Apollo-programja keretében a Holdra szállás előkészítését, majd végrehajtását célzó űrrepülésen vett részt (pontosabban hárman tragikus halálukhoz vezető tűzeset miatt végül effektíve nem repültek, csak a repülések előkészítésében vállaltak oroszlánrészt). Összesen 9 repülés járt a Holdnál, amelyből 6 a holdfelszínre való leszállást hajtott végre, mindegyik háromfős személyzettel. Ennek keretében 12-en jártak a holdfelszínen, akik közül hatan a holdjárón is ültek. További 12 olyan űrhajós van, aki a holdrepülések keretében járt a Holdnál, de a felszínre nem szállt le (ők vagy a korai tesztrepülések – Apollo–8 és Apollo–10 – részesei, vagy más a Holdra szállások expedícióinak parancsnokiegység-pilótái, akik Hold körüli keringésben maradtak, amíg társaik lenn a felszínen dolgoztak). Összesen hárman vannak, akik kétszer is jártak a Holdnál, egyikük mindkétszer csak keringett körülötte, míg a másik kettő egyszer keringett, egyszer pedig le is szállt az égitesten. A Holdnál járt 24 főn kívül nem járt ember az alacsony Föld körüli pályánál távolabb, mindössze állatok (köztük két teknős és öt egér) kerülték meg a Holdat az Apollo-program ideje alatt.

## Hogyan válhatott valakiből Apollo-űrhajós?
A holdutazások alapjainak lefektetésekor a tervezők úgy döntöttek, hogy az együléses Mercury űrhajók, majd a kétszemélyes Gemini űrhajók után háromszemélyes űrhajókat küldenek a Hold meghódítására. Később, amikor véglegesítették a Holdra szállások mikéntjét, az ún. LOR koncepciót, ahhoz is illett a három űrhajóssal operáló megközelítés. A koncepció ismeretében megszülettek a funkciók is és a személyzet tagjainak elnevezései. Eszerint egy parancsnok, egy parancsnokiegység-pilóta és a holdkomppilóta repülhetett a Holdra szálláshoz.
A NASA a kezdetben összesen 10 holdrepüléshez kereste a háromfős személyzeteket, illetve a szintén három főből álló tartalék személyzeteket. Ráadásul beindult egy másik program, a Gemini-program is, amely arra kereste a válaszokat (az Apollonál olcsóbban és hatékonyabban), hogy egyáltalán kivitelezhetőek lehetnek-e a holdprogramhoz szükséges műveletek. Nyilvánvalóvá vált, hogy a Mercury-programra kiválasztott 7 űrhajós kevés lesz, ezért gyors egymásutánban két űrhajósválogató toborzást tartott, akik közül kikerülhettek a Holdra szálló személyek. További nyomás nehezedett a NASA-ra a tudományos közösség részéről, hogy ne csak katonai pilóták jussanak el a Holdra, hanem a tudomány emberei is eljuthassanak egy helyszíni vizsgálatra az addig közvetlenül nem tanulmányozott közegbe, így ebből a körből is válogattak jelölteket abba a csoportba, ahonnan aztán a repülésekre kijelölésre kerültek a személyzetek. Végül a Gemini-program kifutásával is újabb űrhajósokat keresett a NASA, egyrészt a Gemini-program alatt balesetekben elhunytak, vagy más miatt kiesők pótlására, másrészt már az Apollo utáni időkre gondolva. Ebből az összesen öt válogatási fordulóból került ki az a népes csoport, ahonnan a kiválasztást végzők meríthettek.
A válogatást Donald Slayton, egy, a repüléstől eltiltott Mercury-űrhajósjelölt végezte (Slaytont, amikor egy kisebb szívritmuszavart állapítottak meg nála, kivették a Mercury-programból, és a neki szánt repülést is más végezte el, ő magát pedig – némileg kárpótlásul – a NASA személyzeti ügyekért felelős igazgatójává nevezték ki, aki mind az űrhajósok, mind a más repülési tevékenységekben részt vevők felett diszponált, így különösen az űrhajósok tekintetében teljhatalmú főnök volt, aki a jelöléseket is koordinálta). Slayton már a kétüléses Gemini-repülések idején kidolgozott egy rotáción alapuló rendszert, amellyel az űrhajósok viszonylag kiszámítható rendszerben kerültek kijelölésre. A „tartalék jelölés – két repülést kihagysz – tényleges repülési jelölés” szisztémát alkalmazva viszonylag könnyen koordinálható volt, hogy az egymással versengő űrhajósok valamiféle rendet lássanak a rendszerben, illetve a rendelkezésre álló idők is jól láthatóak voltak mindenki számára a kiképzéseket illetően. A szisztéma viszonylag zavartalanul működött, csak néha kellett rajta változtatni, egy-egy betegség miatti kiesés, vagy éppen valamelyik űrhajós távozási szándéka esetén.

## Apollo-űrhajósok a NASA űrhajós-válogatási fordulói szerinti sorrendben

### 1959

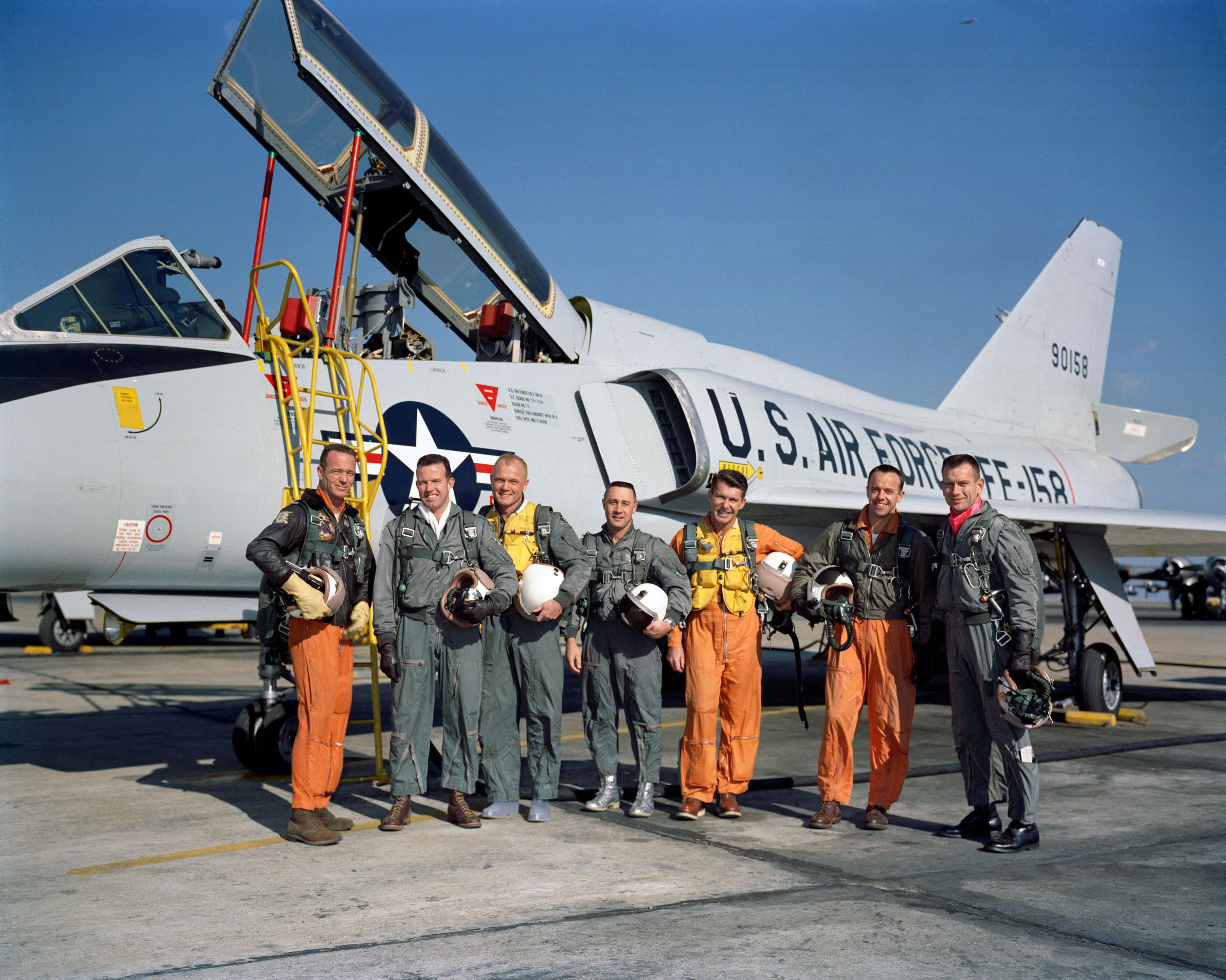
A NASA első hét Mercury űrhajósa, akik közül három az Apollo-programban is részt vett

A NASA az első űrhajóscsoportját még az első amerikai űrhajós világűrbe juttatását célzó Mercury-programhoz válogatta, ám annak véget értével az űrtevékenység – főként politikai indíttatásból – talán még fokozottabb sebességgel haladt tovább, így logikus volt, hogy az elsőként kiválogatott űrhajósokat a NASA továbbvigye a további programjaiba. Ám a hét űrhajósból – egészségügyi, vagy karrier okokból, sőt alkalmatlanság okán – többen lemorzsolódtak, így csak 3 űrhajós mondhatta el magáról, hogy Apollo-űrhajós is vált belőle, ezekből is csak kettő repült végül Apollo űrhajón a világűrbe. Az első űrhajósok kiválasztásánál a fő szempont a tökéletes egészségügyi kondíció volt.
- Gus Grissom[3] a Mercury–Redstone–4 pilótájaként 1961 augusztusában járt a világűrben egy ún. űrugrás (szuborbitális űrrepülés) keretében, majd a Gemini–3 parancsnokaként ő végezhette el a vadonatúj Gemini űrhajó berepülését. Az Apollo-programban a legelső emberekkel végzett tesztrepülés parancsnokságát bízták rá, ám az Apollo–1 tüzeként elhíresült katasztrófa során életét vesztette Ed White-tal és Roger Chaffee-vel egyetemben 1967. január 27-én.[4]
- Wally Schirra[3] az eredeti hetek másik tagjaként a Mercury–Atlas–8 pilótájaként járt először a világűrben 1962 októberében, majd a Gemini–6A parancsnokaként részese volt az űrtörténelem első úrbeli randevújának, amikor a Gemini–6A és a Gemini–7 űrhajósai néhány méter közelségbe navigálták űrhajóikat. Ezt követően, átkerülve az Apollo-programba, a Gus Grissom halálával megüresedett helyet vehette át, az Apollo űrhajó első, emberekkel végzett tesztrepülésének parancsnoka lett az Apollo–7-en. Ezután nem repült többet.[5]
- Alan Shepard[3] Amerika első űrhajósa lett, amikor a Mercury–Redstone–3 fedélzetén elsőként lépte át a Kármán-vonalat és tett sikeres űrugrást három héttel Gagarin orbitális repülését követően. Később átkerült a Gemini-programba, ahol az első emberekkel végzett Gemini repülés, a Gemini–3 parancsnoki beosztásának várományosa volt, de egy makacs betegség ledöntötte a lábáról és elvették a repülésre alkalmas státusát. Ekkor Deke Slayton helyetteseként az űrrepülő legénységek kinevezéséért és tréningjéért felelős vezető lett. Egy műtétet követően aztán teljesen felépült, visszaszerezte repülésre alkalmas státusát, és vezetőből visszakérte magát beosztott űrhajósnak, ahol elnyerte az Apollo–14 parancsnoki beosztását és utolsó űrrepülésén így jutott el a Holdra 1971-ben.[6]

### 1962

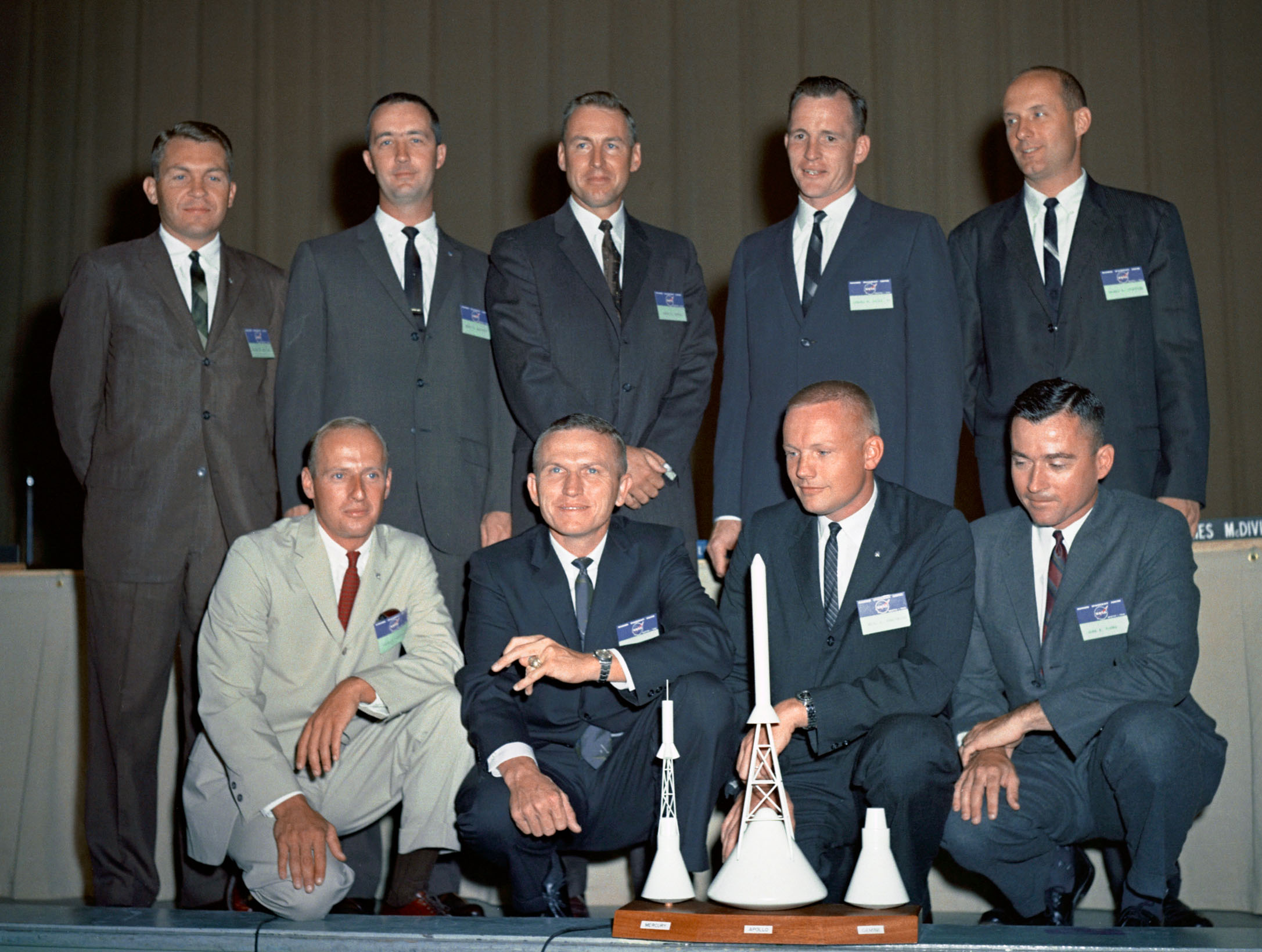
A második NASA űrhajóscsoport az Új Kilencek, akiknek nagy része Apollo-parancsnok lett

A NASA második űrhajós-válogatásának kiválasztottjainak mindegyike repült a Gemini űrhajóval és White kivételével Gemini repülés parancsnoka is volt, valamint – szintén White kivételével – valamennyien részesei voltak Apollo repüléseknek és valamennyien voltak parancsnokok is az Apollo-programban.
A kiválasztási kritériumok erősen változtak, immár nem a mindenek felett álló egészségügyi kondíciók voltak az elsődlegesek – miközben természetesen a normál repülőorvosi alkalmasság alapkövetelmény volt –, hanem a mérnöki képzettség és a berepülőpilótai tapasztalat.
- Ed White[7] a második űrhajós válogatás tagjai a Gemini-program számára lettek kiválasztva és mint ilyen, White a Gemini–4 másodpilótájaként jutott fel az űrbe, hogy mindjárt ő lehessen az első amerikai űrhajós, aki űrsétát tett. Ezt követően átkerült az Apollo-programba, és az emberekkel végzett első Apollo-tesztrepülés parancsnoki moduljának pilótája kinevezését kapta meg. A repülés egy startpróba során kiütött tűz miatt meghiúsult és Ed White életét vesztette 1967. január 27-én, így valójában nem repült Apollo űrhajón, de az Apollo–1 legénységének tagjaként „tiszteletbeli” Apollo-űrhajósnak számít.[8]
- Jim McDivitt[7] Ed White partnereként a Gemini–4 parancsnoki pilótája lett első űrrepülésén, majd 1966-ban kiválasztották a majdani holdkomp első emberes tesztrepülésének parancsnokául, így ezt a repülést az Apollo–9 fedélzetén teljesíthette 1969 márciusában. A repülést követően nem repült többé, hanem kinevezték előbb a Holdi leszállási műveletek vezetőjévé, kicsit később pedig az Apollo-program igazgatójává.[9]
- Frank Borman[7] az első űrrandevú végrehajtását kapta feladatul elsőként a Gemini–7-en, annak parancsnokaként, majd átkerült az Apollo-programba és egy szövevényes terv részeként az első holdrepülés, az Apollo–8 parancsnoka lett, amely repülésen az amerikaiak végérvényesen a szovjetek elé vágta a Holdért folytatott versenyben. A repülést követően nem vállat újabb űrrepülést.[10]
- Jim Lovell[7] a Gemini–7 másodpilótája lett először Frank Borman parancsnok oldalán a világ első űrrandevúját teljesítve, majd másodszorra – a Gemini–9 eredeti legénységének, Elliott Seenek és Charlie Bassettnek halálát követő legénységi átrendeződésnek köszönhetően – a Gemini–12 parancsnoka lett amelyen először sikerült az amerikai űrhajósoknak problémamentes űrsétát teljesíteni, ezzel teljes mértékben utat nyitva a holdrepülések előtt. Az Apollo-programba egy kevésbé érdekes teszt, az Apollo–9 – az első extrém nagy magasságú repülés – parancsnoki pilótájaként jelölték, majd amikor a szovjetek legyőzésének céljából a repülés az Apollo–8 sorszámot kapta és a Holdat megkerülő küldetés vált belőle, ő tagja lett a legénységnek és 1968 karácsonyán az elsők között keringett a Hold körül. Később az Apollo–13 oarancsnoki beosztását kapta, amellyel a tervek szerint leszállt volna a Fra Mauro fennsíkra, ám ezt egy az odavezető úton bekövetkezett robbanás meghiúsította. A mentőakcióvá vált hazatérése után nem repült többé.[11]
- Tom Stafford[7] a Gemini-program veteránja, ő repülte volna be Al Sheparddal a Gemini űrhajót, ám a parancsnok betegsége miatt kiestek a jelölésből, ezért a Gemini–6A-ra csúszott az első repülése Wally Schirra oldalán, hogy a világ első űrrandevúját végrehajtsák, másodízben már parancsnokként repült, a Gemini–9A-n, egy meglehetősen sikertelen űrséta próbálkozással gazdagítva a holdrepülések előkészületeit. Ennél értékesebb volt a következő, immár Apollo-tesztrepülés, az Apollo–10, amelynek parancsnoka lehetett, előkészítve Armstrongék történelmi leszállását. A holdfelszín meghódításából kimaradt, de később még egy alkalommal járt az űrben: a Szojuz–Apollo-program parancsnokaként irányíthatta az amerikai űrhajót.[12]
- John Young[7] az amerikai űrtörténelem egyik legnagyobb űrhajósa, hat repüléssel a háta mögött. A Gemini-programba a Gemini–3-mal lépett be, az új űrhajós berepülésével, majd a Gemini–10 parancsnoki jelölése következett (amellyel hosszú ideig magassági csúcstartó volt). Átlépve az Apollo-repülésekre, az Apollo–10-tesztrepülésen kapott feladatot, ő volt a parancsnoki egység pilótája, míg később a holdfelszínre az Apollo–16-tal tette a lábát. A holdprogram befejeztével a NASA űrhajótípust váltott, megszületett a Space Shuttle, amelynek legelső repülésén, az STS–1-en lehetett Young a parancsnok, élesben berepülve az űrrepülőgépet. Végül az STS–9 1983. november-decemberi útja volt pályafutása búcsúrepülése.[13]
- Neil Armstrong,[7] aki az egész Apollo-program, sőt talán az egész űrhajózás legismertebb arca lett azáltal, hogy ő vethette meg a lábát elsőként a Hold felszínén. Űrhajós pályafutását a Gemini–8 parancsnokaként kezdte, amikor először teljesítették társával az űrtörténelem első dokkolását két űrhajó között (majd váratlanul egy technikai hiba miatt kis híján meghaltak, de éppen Armstrong leleményessége hozta őket haza). Második jelölésén ismét parancsnok lett, az Apollo–11-en és ebbéli minőségében ő irányíthatta a holdkompot a holdfelszínre a Nyugalom bázisra, majd ő szállhatott ki először és tehette lábát először a holdporba. A repülése után nem repült többé.[14]
- Pete Conrad[7] is a később sokat foglalkoztatott űrhajósok közé tartozott. Elsőként a Gemini–5-tel jutott fel a világűrbe, majd második útján már parancsnok volt a Gemini–11-en. Ezt követte az Apollo–12, a második Holdra szállás, amelyen ő és társa bizonyították, hogy az Apollo-hardverrel lehetséges a precíziós leszállás. Űrrepülései sorát a Skylab–2 repüléssel zárta, amelyen parancsnokként tevékeny részt vállalt a start során súlyosan megsérült Skylab űrállomás megmentésében.[15]

### 1963

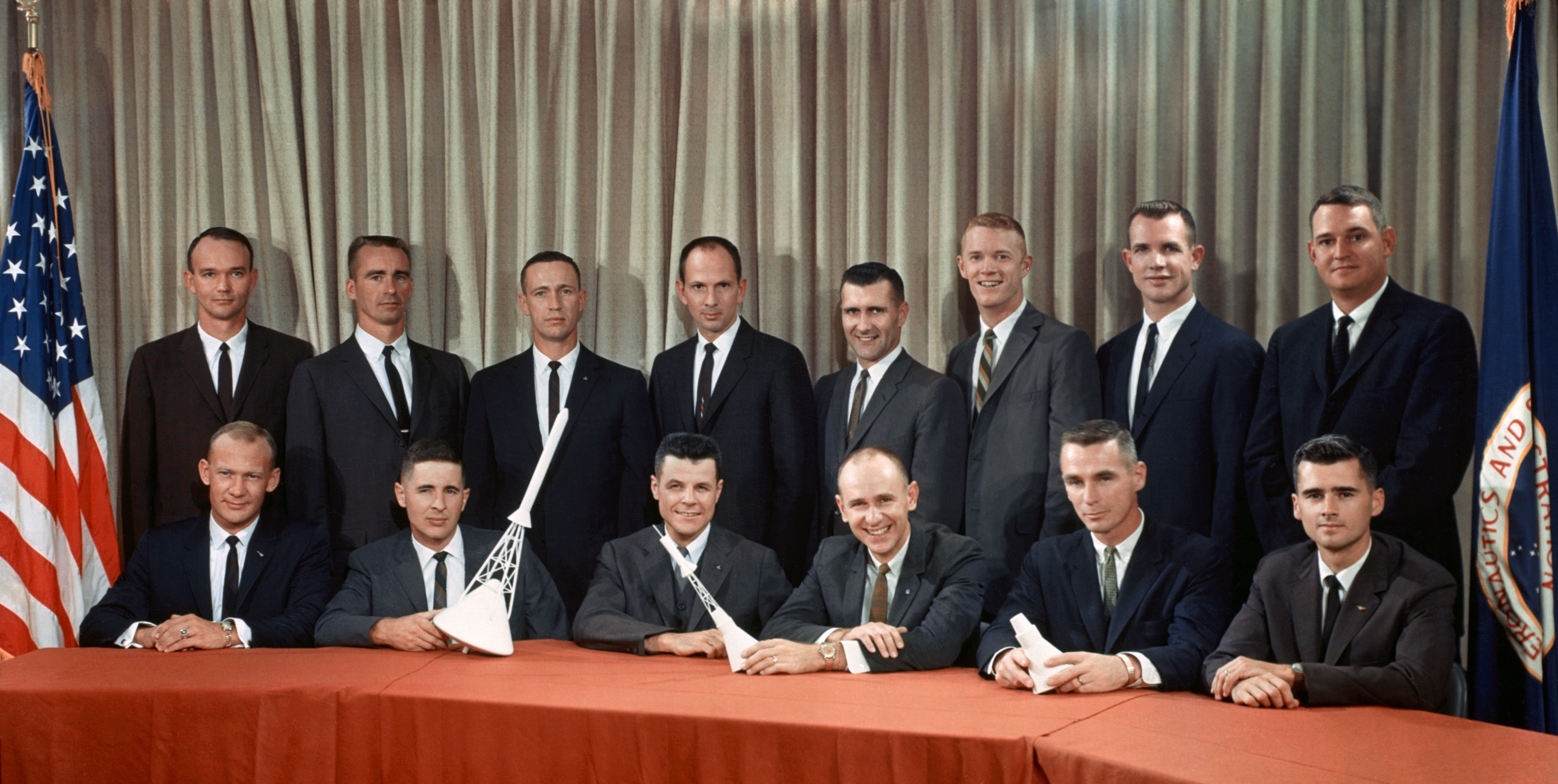
A Tizennégyek, a NASA harmadik űrhajóscsoportja, akik nagy része részt vett különböző holdutazásokban

A NASA a következő csoport űrhajósjelöltjeit a Gemini- és az Apollo-repülésekhez kereste, bár nagyobb hangsúllyal a holdutazásokra nézve, kevesebb olyan jelölttel, akire a Gemininél is szükség lesz.
A kiválasztási kritériumok is ismét változtak: a berepülőpilóta-tapasztalat kikerült az elvárások közül, természetesen sugárhajtású gépen (ami akkoriban kizárólag katonai gépet jelentett) szerzett gyakorlatra szükség volt.
A csoportból öt olyan űrhajósjelölt volt, aki végül mind a Gemini-, mind az Apollo-repüléseken szerephez jutott.
- Dave Scott[16] A „Tizennégyek” csoportjának azon tagja, aki elsőként kapott jelölést a Gemini-programban, Neil Armstrong oldalán másodpilótaként ő hajthatta végre a Gemini–8-on az első űrrandevút. Második jelölését már az Apollo-programban kapta, ahol az Apollo–15 parancsnoka lett és így ő lehetett a holdjáró első vezetője is. Az Apollo–15 egy ellentmondásos, „bélyegbotrányként” elhíresült epizódja miatt a NASA nem engedte repülni többé.[17]
- Gene Cernan[16] kapta a Gemini–9A másodpilóta posztját Elliott See és Charlie Bassett halálát követően, ahol a legnehezebb feladatnak bizonyuló űrsétát kellett volna a legénységnek begyakorolnia, amely kis híján Cernan halálához vezetett és kudarcba fulladt. Ezt követően már az Apollo-repüléseken kapott feladatot. Előbb ő lett az Apollo–10, azaz a „leszállás jelmezes főpróbájának” holdkomppilótája, majd három évvel később az Apollo–17, az utolsó Apollo holdra szállás parancsnoka, így az Apollo lezárását követő több mint 50 évben ő viseli, „az utolsó Holdon járt ember” címet, egészen az Artemis-program első leszállásáig.[18]
- Michael Collins[16] szintén csoportján belül hamar kapott Gemini jelölést, a Gemini–10 másodpilótájának jelölték és egészen az első holdrepülésig, az Apollo–8-ig ő lehetett a Földtől való legnagyobb eltávolodás magassági csúcstartója. Az apollo-programba átkerülve kisebb egészségügyi problémák támadták meg, ezért a jelölését meg kellett változtatni, így végül az Apollo–11 parancsnoki egységének pilótájaként került bele a legénységi körforgásba és teljesítette a legtörténelmibb repülést 1969 júliusában. Az első Holdra szállást követően nem repült többé.[19]
- Buzz Aldrin[16] Collinshoz hasonlóan először a Gemini-programban kapott jelölést (bár csak kisebb szerencsével, mivel a legénységek See és Bassett halála miatt mind eggyel előrébb léptek), így Aldrin végül szinte véletlenszerűen csípte meg a Gemini–12 másodpilótai ülését. Második jelölése pedig szintén Collinshoz hasonlóan az Apollo–11 holdkomppilótai pozíciója volt, amellyel 1969 júliusában második emberként tehette lábát a holdfelszínre. Ezt követően nem repült többé.[20]
- Dick Gordon[16] első alkalommal a Gemini–11-en indulhatott az űrbe Pete Conrad másodpilótájaként, majd az Apollo–12-vel indulhatott a Holdhoz, amely repülésen ő volt a Hold körüli pályán maradó parancsnoki egység pilótája. Ezt követően kiválasztották ugyan az Apollo–18 parancsnokává, ám a repülés költségvetési okokból való törlése miatt nem szállhatott fel, így nem repült többé.[21]

A csoport másik öt tagja végül a Gemini-programban már nem jutott szerephez, ők az Apollo-repülésekre kerültek át. 
- Roger Chaffee[16] végül a sohasem repült űrhajósok csoportjába került. Első jelölését az Apollo-program első, berepülő tesztrepülésére kapta, amelyre való felkészülés során tragikus tűz ütött ki az űrhajóban, megölve három utasát még az indítóállásban állva. Chaffee így a nem repült és a katasztrófa okén „tiszteletbeli Apollo űrhajóssá” vált trió tagja lett, a „nem-repülésüket” is tiszteletből nevezte el a NASA Apollo–1-nek.[22]
- Donn Eisele[16] azok közé az űrhajósok közé tartozott, akik a Gemini-programban már nem jutottak szerephez, első jelölésüket az Apollo űrhajó első emberes tesztjére, az Apollo–7-re kapta. A sikeres repülés ellenére a NASA a repülés során a legénységgel tapasztalt komoly súrlódások nyomán úgy döntött, hogy egyik űrhajós sem repülhet többé.[23]
- Walt Cunningham[16] Eiselellel teljesen azonos pályát futott be, Geminii repülés nélkül az Apollo–7 legénységébe válogatták be és a leszállás után a NASA nem számított többé a munkájára.[24]
- Rusty Schweickart[16] is rövid pályafutást futott be, Gemini jelölés nélkül az Apollo–9-re, a holdkomp első emberes tesztútjára jelölték holdkomppilótaként, majd a leszállás után nem repült többé.[25]
- Bill Anders[16] az Apollo–8 holdkomppilótájaként jegyez egyetlen űrrepülést[26]
- Alan Bean[16] bár a Gemini-programhoz válogatták ki, nem kapott szerepet ebben a programban, majd ahelyett hogy az Apollo-programba került volna, az Apollo Application Programhoz került, afféle karrier zsákutcaként. Amikor C.C. Williams katasztrófát szenvedett, Pete Conrad javaslatára akkor helyzeték át Beant az Apollohoz és kapta meg az Apollo–12, a második Holdra szállás holdkomppilóta posztját. Következő jelölését a végül törölt Apollo-repülések egyikére kaphatta volna, ám a törlés miatt a következő programban számítottak rá, így lett a Skylab–3 repülés parancsnoka, amelyet követően leszerelt a NASA-tól.[27]

### 1965

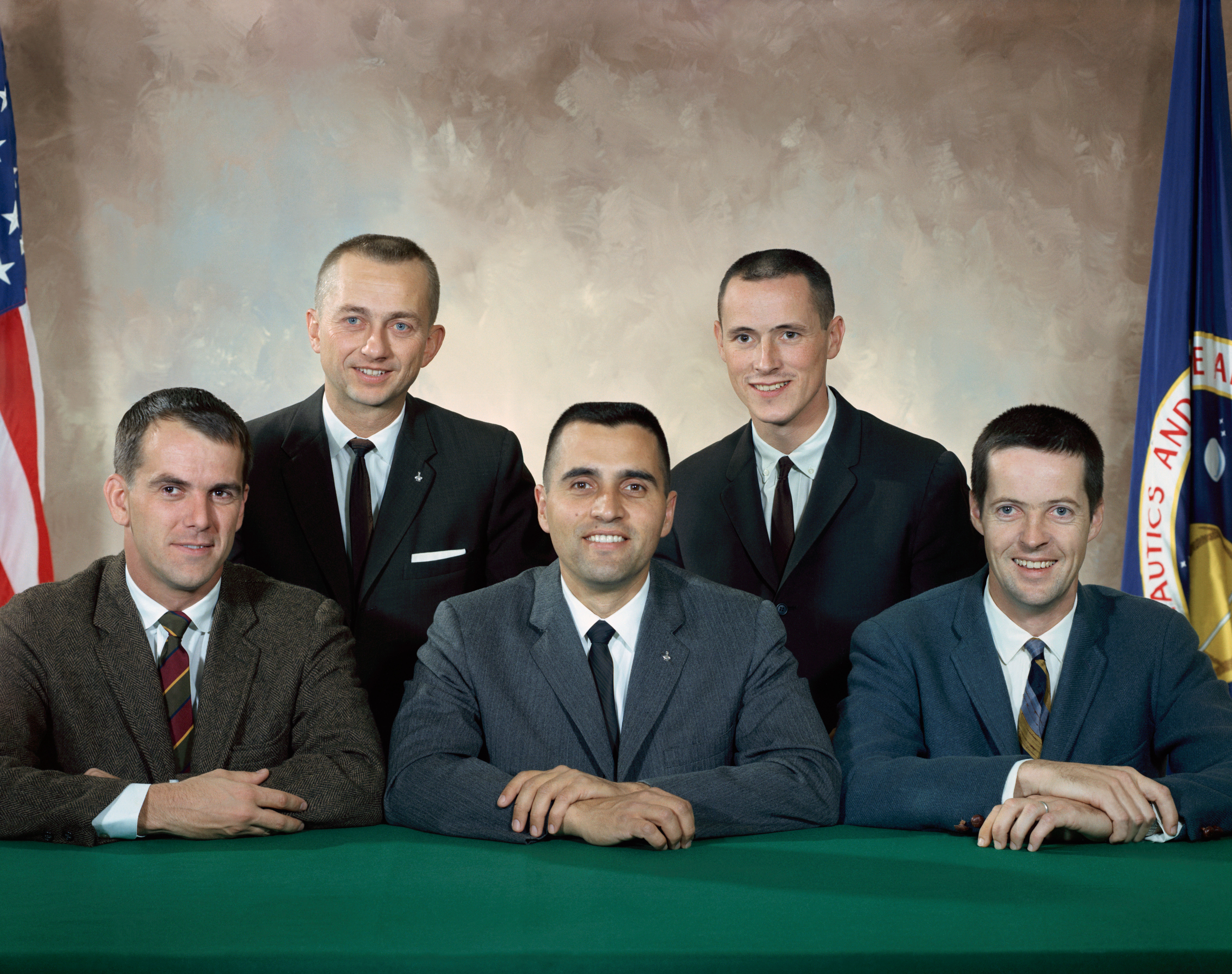
A tudós űrhajósok csoportja

1965 júniusában az űrhivatal kiírt egy új válogatást, amelyben tudósok között kerestek leendő űrhajósokat és az elsődleges válogatási szempont a doktorátus volt, nem pedig a katonai repülő múlt. A csoportba végül 6 főt válogattak be: egy elektromérnököt, két fizikust, két orvost és egy geológust. A tudós űrhajósok a többi jelöltével hasonló tréningen estek át, repülőkiképzést kaptak és az Apollo-program egyes területein szakértőként foglalkoztatták őket. A programban mégis egyetlen egy tag kapott kinevezést:
- Jack Schmitt geológus, akit komoly mértékben bevontak az Apollo-legénységek geológiai felkészítésébe, részt vett a geológiai terepgyakorlatokon, valamint szintén részese volt az első expedíciók által hazahozott holdkőzetminták vizsgálatának és az abból született küldetési jelentések összeállításának. 1970-ben kijelölték az Apollo–15 tartalék holdkomppilótájának, ami azt is jelentette, hogy normál körülmények és a legénységi rotáció normál menete esetén ő lehet az Apollo–18 holdkomppilótája. Amikor a költségvetési megfontolásik miatt az Apollo–18-20 közötti három repülést törölték, a tudósközösség ragaszkodott hozzá, hogy a NASA küldjön fel egy tudóst is, így végül Slayton megváltoztatta Schmitt jelölését és az Apollo–17 holdkomppilótájának nevezte ki. Végül Schmittnek ez lett az egyetlen repülése.[28]

### 1966

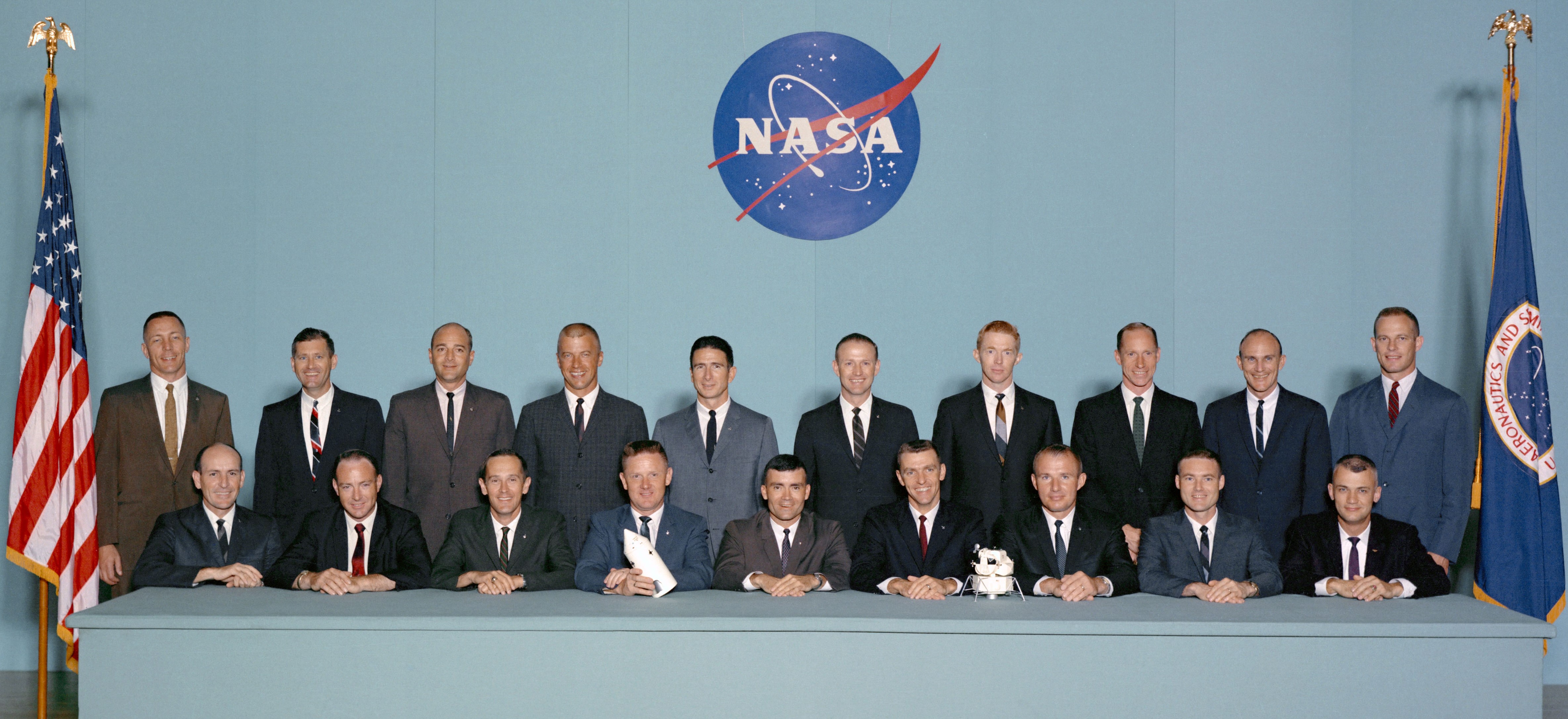
A NASA 5. űrhajós-válogatásán kiválasztottak csoportja

A NASA 1966 áprilisában még egy csoportnyi új űrhajósjelöltet választott ki. Ezek az újoncok az időzítés okán a Gemini-programban már nem vettek részt, így az Apollo-programra már nem szerezhettek tapasztalatot. A holdprogram végéig azonban további űrhajósokra volt szükség a repülésekhez, ám a program megkurtítása miatt végül csak 9 fő került be a legénységi jelölések rotációjába a 19 fős kontingensből
- Ken Mattingly[29] eredetileg az Apollo–13 parancsnoki egységének pilótája lett volna, ám egy feltételezett – és végül nem igazolt – kanyarófertőzés miatt kiesett a legénységből, és átkerült az Apollo–16-ra, ahol aztán a holdprogrambeli egyetlen repülését teljesítette. később átkerült a Space Shuttle programba és repült az STS–4-en és az STS–51–C-n.[30]
- Jack Swigert[29] Egyetlen repülése az Apollo–13 volt, ahová tartaléksorból lépett előre Ken Mattingly helyére[31]
- Fred Haise[29] Az Apollo–13 holdkomppilótájaként kapott jelölést az Apollo-programban, amely repülés kudarcba fulladt. Később ő lehetett volna az Apollo–19 parancsnoka, ám azt a repülést törölték. Végül átkerült a Space Shuttle programba, ahol az űrrepülőgép fejlesztése során a csak légköri tesztekre használt Enterprise űrrepülőgépet vezette.[32]
- Stu Roosa[29] Egyetlen repülése az Apollo–14 volt, amelynek holdkomppilótája volt.[33]
- Ed Mitchell[29] Egyetlen repülése az Apollo–14 volt, amelynek parancsnokiegység-pilótája volt.[34]
- Al Worden[29] Egyetlen repülése az Apollo–15 volt, amelynek parancsnokiegység-pilótája volt[35]
- Jim Irwin[29] Egyetlen repülése az Apollo–15 volt, amelynek holdkomppilótája volt[36]
- Charlie Duke[29] Egyetlen repülése az Apollo–16 volt, amelynek holdkomppilótája volt[37]
- Ron Evans[29] Egyetlen repülése az Apollo–1 volt, amelynek parancsnokiegység-pilótája volt[38]

## Az Apollo-program űrhajósai a Hold programban betöltött szerepük alapján

### A holdfelszínre leszállt űrhajósok
Űrhajózási és talán történelmi szempontból is azon űrhajósok csoportja a legjelentősebb, vagy legalábbis legérdekesebb, aki leszállt a Holdon. Összesen 12 olyan űrhajós volt, aki 1969 és 1972 között a hat sikeres Holdra szállás során kilépett az űrhajóból és megjárhatta a holdfelszínt. Ezen űrhajósok mindegyike egyetlen egyszer járt a szomszéd égitesten – expedíció típustól függően – egy, két, vagy három holdsétát téve. Többségük az Apollo–program vége óta elhunyt, kisebbségük él még. A korabeli kiválasztási kritériumok okán a legtöbbjük katonai pilóta volt (és mint ilyen, NASA szolgálata alatt is aktív szolgálati állományban voltak a különböző amerikai haderőnemeknél), mindössze ketten számítottak civilnek kiválasztásuk és repülésük pillanatában, bár pilóta gyakorlatuk, vagy kiképzésük nekik is volt.
Az űrhajóból a holdfelszínre való kiszállás koreográfiájának okán – tudniillik mindig a parancsnok szállt ki először és visszafelé pedig fordított sorrendben szálltak, a parancsnok utoljára – az Apollo-program alatt az első Holdra lépő ember az Apollo–11 parancsnoka, Neil Armstrong volt (abszolut értelemben is ő az első Holdra lépő ember), az utolsó pedig az Apollo–17 parancsnoka, Gene Cernan (és majd már egy másik program űrhzajósaiból kerül ki a mindenkori utolsó).
A listán számon tartunk még legidősebb és legfiatalabb embert, aki a Holdon járt. A legidósebb Alan Shepard volt, aki 47 évesen két hónaposan és 18 naposan lépett a Fra Mauro fennsíkra, míg a legfiatalabb Charlie Duke volt, aki ugyanezt 36 évesen 6 hónaposan és 18 naposan tette a Descartes régióban.
|    | Portré | Név és űrhajóscsoport                           | Született                  | Elhunyt                         | Kora a Holdra lépésekor | Expedíció | A holdkomp leszállásának ideje Time (UTC) | A holdkomp felszállásánek ideje (UTC) | Holdfelszínen eltöltött idő | Holdséták száma | Teljes holdsétával töltött idő | Haderőnem                               | Alma mater                                                                                        |
| -- | ------ | ----------------------------------------------- | -------------------------- | ------------------------------- | ----------------------- | --------- | ----------------------------------------- | ------------------------------------- | --------------------------- | --------------- | ------------------------------ | --------------------------------------- | ------------------------------------------------------------------------------------------------- |
| 1  |        | Neil Armstrong (NASA második űrhajóscsoport)    | 1930. augusztus 5.         | 2012. augusztus 25. (82 évesen) | 38é 11h 15n             | Apollo–11 | 1969. július 20. 20:17                    | 1969. július 21. 17:54                | 21 óra 37 perc              | 1               | 2 óra 31 perc                  | Civil (haditengerész veterán)           | Purdue Egyetem, Dél-Kaliforniai Egyetem                                                           |
| 2  |        | Buzz Aldrin (NASA harmadik űrhajóscsoport)      | 1930. január 20. (95 éves) |                                 | 39é 6h 0m               | Apollo–11 | 1969. július 20. 20:17                    | 1969. július 21. 17:54                | 21 óra 37 perc              | 1               | 2 óra 22 perc                  | US Air Force                            | West Point, MIT                                                                                   |
| 3  |        | Charles Conrad (NASA második űrhajóscsoport)    | 1930. június 2.            | 1999. július 8. (69 évesen)     | 39é 5h 17n              | Apollo–12 | 1969. november 19. 6:54                   | 1969. november 20. 14:25              | 1 nap 7 óra 31 perc         | 2               | 7 óra 45 perc                  | US Navy                                 | Princetoni Egyetem                                                                                |
| 4  |        | Alan Bean (NASA harmadik űrhajóscsoport)        | 1932. március 15.          | 2018. május 26. (86 évesen)     | 37é 8h 4n               | Apollo–12 | 1969. november 19. 6:54                   | 1969. november 20. 14:25              | 1 nap 7 óra 31 perc         | 2               | 7 óra 25 perc                  | US Navy                                 | University of Texas, Austin                                                                       |
| 5  |        | Alan Shepard (Mercury Seven)                    | 1923. november 18.         | 1998. július 21. (86 évesen)    | 47é 2h 18n              | Apollo–14 | 1971. február 5. 9:18                     | 1971. február 6. 18:48                | 1 nap 9 óra 30 perc         | 2               | 9 óra 22 perc                  | US Navy                                 | Az Amerikai Egyesült Államok Haditengerészeti Akadémia, Annapolis, Haditengerészeri Hadi Főiskola |
| 6  |        | Edgar Mitchell (NASA ötödik űrhajóscsoportja)   | 1930. szeptember 17.       | 2016. február 4. (85 évesen)    | 40é 4h 19n              | Apollo–14 | 1971. február 5. 9:18                     | 1971. február 6. 18:48                | 1 nap 9 óra 30 perc         | 2               | 9 óra 3 perc                   | US Navy                                 | Carnegie Mellon Egyetem, Haditengerészeti Postgraduális Iskola, MIT                               |
| 7  |        | David Scott (NASA harmadik űrhajóscsoport)      | 1932. június 6. (93 éves)  |                                 | 39é 1h 25n              | Apollo–15 | 1971. július 30. 22:16                    | 1971. augusztus 2. 17:11              | 2 nap 18 óra 55 perc        | 4               | 19 óra 07 perc                 | US Air Force                            | University of Michigan, West Point, MIT                                                           |
| 8  |        | James Irwin (NASA ötödik űrhajós csoport)       | 1930. március 17.          | 1991. augusztus 8. (61 évesen)  | 41é 4h 14n              | Apollo–15 | 1971. július 30. 22:16                    | 1971. augusztus 2. 17:11              | 2 nap 18 óra 55 perc        | 3               | 18 óra 34 perc                 | US Air Force                            | Az Amerikai Egyesült Államok Haditengerészeti Akadémia, Annapolis, University of Michigan         |
| 9  |        | John Young (NASA második űrhajóscsoport)        | 1930. szeptember 24.       | 2018. január 5. (87 évesen)     | 41é 6h 28n              | Apollo–16 | 1972. április 21. 2:23                    | 1972. április 24. 1:25 AM             | 2 nap 23 óra 2 perc         | 3               | 20 óra 14 perc                 | US Navy                                 | Georgia Institute of Technology                                                                   |
| 10 |        | Charles Duke (NASA ötödik űrhajóscsoport)       | 1935. október 3. (89 éves) |                                 | 36é 6h 18n              | Apollo–16 | 1972. április 21. 2:23                    | 1972. április 24. 1:25 AM             | 2 nap 23 óra 2 perc         | 3               | 20 óra 14 perc                 | US Air Force                            | Az Amerikai Egyesült Államok Haditengerészeti Akadémia, Annapolis, MIT                            |
| 11 |        | Eugene Cernan (NASA harmadik űrhajóscsoport)    | 1934. március 14.          | 2017, január 16. (82 évesen)    | 38é 9h 7n               | Apollo–17 | 1972. december 11. 19:54                  | 1972. december 14. 22:54 PM           | 3 nap 3 óra 0 perc          | 3               | 22 óra 3 perc                  | US Navy                                 | Purdue Egyezem, Haditengerészeti Posztgraduális Iskola                                            |
| 12 |        | Harrison Schmitt (NASA negyedik űrhajóscsoport) | 1935. július 3. (89 éves)  |                                 | 3                       | Apollo–17 | 1972. december 11. 19:54                  | 1972. december 14. 22:54 PM           | 3 nap 3 óra 0 perc          | 22 óra 3 perc   | Civil                          | Caltech, Osloi Egyetem, Harvard Egyetem |                                                                                                   |

### A Holdat megkerülő, de a felszínre le nem szállt űrhajósok
Az Apollo-űrhajósok egy másik fontos csoportja volt az a 12 ember, akik jártak a Holdnál, ám a felszínre nem szálltak le, mindössze a Föld–Hold-távolság 2-3 ezreléke választotta el őket távolságban a holdfelszíntől, miközben bekerültek a Földtől legtávolabb járt emberek klubjába. A legnagyobb csoport ebből a 12 emberből az a 6 fő, aki a leszállással végződött sikeres expedíciókon fenn maradt Hold körüli pályán, ott várva meg a lentről visszatérő párosokat. Ezt a létszámot egészítette ki az Apollo–8 3 fős legénysége, akik az első holdutazást tették meg, még leszállás nélkül, vagy az Apollo–13 legénysége, akik az odaúton bekövetkezett baleset miatt csak megkerülték a Holdat és hazatértek, végül az Apollo–10 parancsnoka, aki végül szintén csak elrepült a Holdig és vissza, de később nem volt alkalma leszállni.
|    | Portré | Név és űrhajóscsoport                          | Született                      | Elhunyt                        | Kora a holdutazáskor | Expedíció                                                       | Haderőnem               | Megjegyzés |
| -- | ------ | ---------------------------------------------- | ------------------------------ | ------------------------------ | -------------------- | --------------------------------------------------------------- | ----------------------- | --- |
| 1  |        | Frank Borman (NASA második űrhajóscsoport)     | 1928. március 14. (97 éves)    |                                | 40                   | Apollo–8 1968. december 21–27.                                  | US Air Force            | |
| 2  |        | Jim Lovell (NASA második űrhajóscsoport)       | 1928. március 25. (97 éves)    |                                | 40 42                | Apollo–8 1968. december 21–27. Apollo–13 , 1970. április 11–17. | US Navy                 | Az Apollo–13-mal a feladat a Holdra szállás volt, ami meghiúsult; ő az egyetlen űrhajós, aki kétszer is elrepült a Holdhoz, anélkül, hogy leszállt volna rá.                    |
| 3  |        | Bill Anders (NASA harmadik űrhajóscsoport)     | 1933. október 17. (91 éves)    |                                | 35                   | Apollo–8 1968. December 21–27.                                  | US Air Force            | |
| 4  |        | Tom Stafford (NASA második űrhajóscsoport)     | 1930. szeptember 17. (94 éves) |                                | 38                   | Apollo–10 1969. május 18–26.                                    | US Air Force            | A holdprogram után a Szojuz–Apollo-programban repült újra. |
| 5  |        | Michael Collins (NASA harmadik űrhajóscsoport) | 1930. október 31.              | 2021. április 28. (90 évesen)  | 38                   | Apollo–11 1969. július 16–24.                                   | US Air Force            | |
| 6  |        | Dick Gordon (NASA harmadik űrhajóscsoport)     | 1929. október 5.               | 2017. november 6. (88 évesen)  | 40                   | Apollo–12 1969. november 14–24.                                 | US Navy                 | Később az Apollo–18-cal szállt volna le a Holdon, ám a repülést törölték. |
| 7  |        | Jack Swigert (NASA ötödik űrhajóscsoport)      | 1931. augusztus 30.            | 1982. december 27. (51 évesen) | 38                   | Apollo–13 1970. április 11–17.                                  | US Air Force            | |
| 8  |        | Fred Haise (NASA ötödik űrhajóscsoport)        | 1933. november 14. (91 éves)   |                                | 36                   | Apollo–13 1970. április 11–17.                                  | US Marines,US Air Force | Az Apollo–13-mal szállt volna le, ám ez meghiúsult, majd az Apollo–19-cel jutoitt volna el a Holdra, amely repülést töröltek; végül repült az űrsiklóval, annak tesztrepülésein |
| 9  |        | Stu Roosa (NASA ötödik űrhajóscsoport)         | 1933. augusztus 16.            | 1994. december 12. (61 évesen) | 37                   | Apollo–14 1971. január 31 – február 9.                          | US Air Force            | Az Apollo–20 parancsnokaként tért volna vissza a Holdra, amely repülést töröltek.                                                                                               |
| 10 |        | Al Worden (NASA ötödik űrhajóscsoport)         | 1932. február 7.               | 2020. március 18. (88 évesen)  | 39                   | Apollo–15 1971. július 26 – augusztus 7.                        | US Air Force            | |
| 11 |        | Ken Mattingly (NASA ötödik űrhajóscsoport)     | 1936. március 17. (89 éves)    |                                | 36                   | Apollo–16 1972. április 16–27.                                  | US Navy                 | Később még két Space Shuttle repülésen is részt vett |
| 12 |        | Ron Evans (NASA ötödik űrhajóscsoport)         | 1933. november 10.             | 1990. április 7. (56 évesen)   | 39                   | Apollo–17 1972. december 7–19.                                  | US Navy                 | |

### Apollo-űrhajósok, akik részt vettek az Apollo-programban, de nem jutottak el a Holdhoz
Az Apollo-program űrhajósai között található néhány fő, aki csak a program előkészítéséhez járult hozzá és repült is a programban, de csak Föld körüli pályán vezetett tesztrepülés során, így a Holdhoz sosem jutott el. Ez az 5 fő a két Föld körüli pályára tervezett tesztrepülés, az Apollo–7 és az Apollo–9 űrhajósai közül került ki.
Az 5 fő a következő volt:
- Wally Schirra, az Apollo–7 parancsnoka[46]
- Donn Eisele, az Apollo–7 parancsnoki egységének pilótája[46]
- Walt Cunningham az Apollo–7 holdkomppilótája[46]
- Jim McDivitt, az Apollo–9 parancsnoka
- Rusty Schweickart, az Apollo–9 holdkomppilótája

## Az Apollo-program során elhunyt űrhajósok
Az egész Apollo-programot beárnyékoló – kis híján annak politikai támogatását megvonó és a programot is leállító – katasztrófa volt az Apollo–1, amikor az első ember vezette tesztrepülésre készülő legénység egy rutinteszt során keletkezett tűzben lelte halálát az űrhajóban. A probléma először – de nem utoljára a története során – a NASA folyamataiban, hozzáállásában is alapvető problémákat tárt fel és csak 22 havi szünet után folytatódhatott a holdprogram. A három űrhajós a baleset nélkül megtehette volna az első repülést az Apollo űrhajóval és később nyilvánvalóan akár a Holdra is eljuthatott volna. A teszt utólag, tiszteletből kapta az Apollo–1 megnevezést és természetesen tiszteletből a három űrhajóst is mindenki megkérdőjelezhetetlenül Apollo-űrhajósnak tekintett, annak ellenére, hogy nem repültek a program során.
Az Apollo–1 hősi halott űrhajósai:
- Gus Grissom, parancsnok
- Ed White, senior pilóta[47]
- Roger Chaffee, pilóta[47]

## Azok az űrhajósok, akiket kiképeztek, de végül nem repültek
A számos űrhajóson kívül, akik eljutottak a Holdhoz, vagy akár a holdfelszínre, néhány olyan balszerencsés is volt, aki részt vett az Apollo-program kiképzésén, vagy akár egy repülés várományosa is volt, ám mégsem repülhetett, mivel valaki megakadályozta benne. 
- Gordon Cooper Mercury űrhajósként kezdte a pályafutását, a legutolsó és leghosszabb egy személyes repülést végrehajtva, majd automatikusan került tovább a Gemini-programban, ahol az első ún. fantom randevút végrehajtó Gemini V parancsnoka lett. Az űrhajósok között kissé renitens magatartásáról lett híres, ennek ellenére az Apollo-programba is tovább lépett és talán éppen a renitenssége miatt egy már kevésbé fontos repülés, az Apollo–14 parancsnoki ülésének várományosa lett, ám a betegségéből visszatérő Alan Shepard „kifúrta” onnan, aminek következményeként meglehetősen botrányosan és sértetten távozott a NASA-tól.
- Clifton Williams, a harmadik űrhajós csoport tagjaként került be az Űrhajós Testületbe, ám a Gemini-programban nem jutott szóhoz, helyette bekerült az Apollo-legénységek közé, az Apollo–9 tartalék holdkomppilóta pozíciójába és mint ilyen (követve a Slayton-féle jelölési rendszer logikáját), előbb az Apollo–11, majd az Apollo–8 és –9 cseréjét követően az Apollo–12 legénységének várományosai közé. 1967. október 5-én azonban a floridai Tallahassee mellett lezuhant T–38-as gyakorló repülőgépével és meghalt. Az Apollo–12 parancsnokának, Pete Conradnak a javaslatára Alan Bean vette át a helyét.
- Vance Brand a tipikus példája volt azoknak, akik lecsúsztak egy holdrepülésről, mivel az Apollo–8 és az Apollo–13 támogató legénységének is tagja volt, majd az Apollo–15 tartalék parancsnokiegység-pilótája lett (és a kiválasztási szisztéma szerint az Apollo–18 várományosa), ám nem került sor a repülésére, mindössze később kapott jelölést a Szojuz–Apollo-programban. Még később az STS–5, az STS–41–B és az STS–35 expedíciókon repülhetett.
- Edward Givens az ötödik űrhajóscsoport tagja volt, és már az Apollo–7 támogató legénységének tagja lett, ám 1967. június 6-án Houstonban lezuhant a repülőgépe, és meghalt.
- Joe Engle szintén az ötödik űrhajóscsoportból került ki, és eredetileg az Apollo–17 holdkomppilótája lett volna. Ám a tudományos közösség nyomására egy tudós űrhajóst kellett a NASA-nak felküldenie a Holdra Harrison Schmitt személyében, aki az Apollo–18 holdkomppilótája lett volna. A két űrhajós helyet cserélt, ám a 18-as repülés végül nem indulhatott el, Engle így lemaradt a Holdról. Engle a Space Shuttle-repülésekkel vígasztalódott, előbb az űrsikló leszállási tesztrepülésein, majd az STS–2-n, végül az STS–51–L-n.

## Az Apollo-űrhajósok legemlékezetesebb tettei

### Apollo–7
Az első embervezette tesztrepülésre az Apollo–7-tel került sor, amely – egyébként tökéletes – repülés az űrhajósok „lázadásáról” lett hírhedt. A részben a NASA hibájából – mivel elmulasztottak a repülés előtt karantént elrendelni – az űrhajósok náthásan szálltak fel és amiatt ingerlékenységükben számtalan alkalommal tűztek össze az irányítással már-már az engedetlenségig fajult egyes feladatok végrehajtásában a legénység.

### Apollo–8

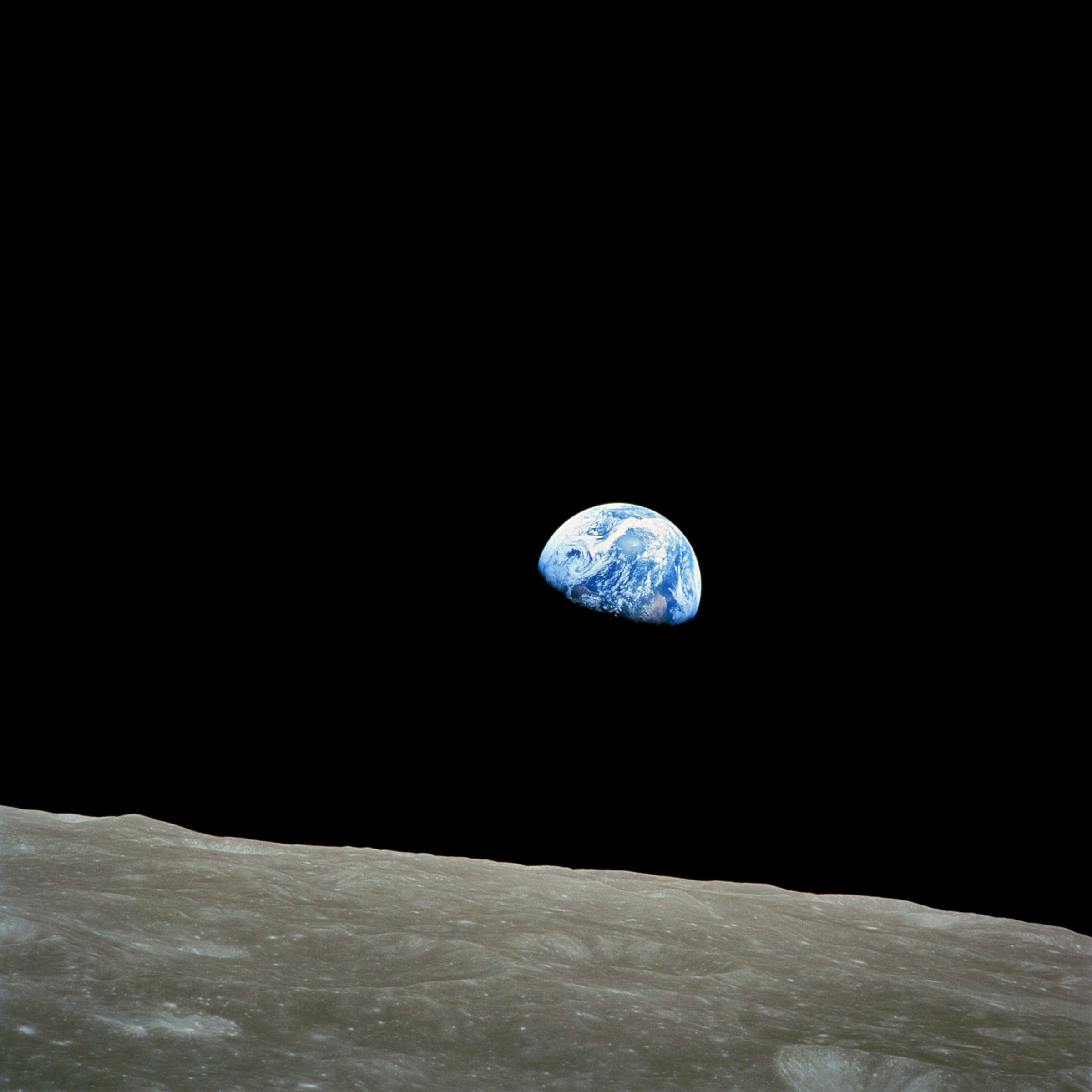
Földkelte

A világ első holdrepülése számos szempontból hozott érdekességet, kezdve onnan, hogy a repülés eredetileg nem is a Hold elérését célozta, ám a szovjetek legyőzése már a vakmerőséggel határos hozzáállása sarkallta az amerikaiakat és a biztonsági szempontok jórészét felrúgva küldték az űrhajót először az emberiség történetében a Holdhoz.
Emellett a legénység is több emlékezetes epizódban volt részes. Először írták le a világ számára, hogy milyen a Hold és meglepő módon egy furcsa, gipszszínű, semmiképpen sem hívogató helyről számoltak be. Aztán sokáig emlékezetes volt, amikor Szenteste a Hold körül keringve – és egy tévéadásba kapcsolva a világ tévénézőihez szólva – a Biblia Teremtés Könyvéből olvastak fel.
De a legemlékezetesebb, hogy mindjárt a második Hold körüli keringésükből hazahoztak egy fotót, amelyet a fedélzetről, a magukkal vitt Hasselblad fényképezőgép teleobjektívjével örökítettek meg, ahogy a Föld kel fel éppen a Hold csipkézett horizontja felett. A fénykép az azóta egyik legtöbbet publikált Apollo-fotó lett Earthrise (Földkelte) címen.

### Apollo–9
A második Föld körüli pályára tervezett úton a vadonatúj űrhajó, a komoly késéssel elkészült holdkomp kipróbálása és berepülése volt az űrhajósok feladata. Ennek a feladatnak az ellátássa közben került sor az űrhajózás-történetben először kettős űrsétára, amikor Schweickart a holdkompból, míg Scott a CSM-ből kiemelkedve végezte munkáját.
Másik, inkább tréfás mozzanata volt a repülésnek, amikor már a parancsnoki űrhajóról leválasztott holdkomp önállóan repült, a próbák végén szét kellett választani annak felszálló és leszálló fokozatát, mintegy a holdi felszállást szimulálva, a két űrhajós a szétválasztási parancsot a rádióban a bányákban szokásos Robbantááás! felkiáltással jelentette be.

### Apollo–10
A második holdrepülést a Holdra szállás jelmezes főpróbájaként emlegeti a NASA, amikor élesben a holdfelszínre való ereszkedés kivételével mindent el kellett próbálnia az űrhajósoknak. Ez a feladat egyetlen apró hiba kivételével tökéletesen sikerül, mégis ez az apró hiba tette emlékezetessé a repülést és az űrhajósokat.
A hiba abban állt, hogy nem volt meg a kellő összhang – vagy a kiképzésben volt hiányosság –, de a holdkomp alacsonyra ereszkedése közben nem voltak megfelelőek az űrhajó műszerfalán az irányítószervek beállításai és váratlanul pörögni kezdett az űrhajó, ami meglehetősen váratlanul érte őket. A vészhelyzetben Cernan szerencsétlenül reagált, a nyilvános mikrofonban elengedett egy son-of-a-bitch (kb. a „kurva anyját”) káromkodást.

### Apollo–11

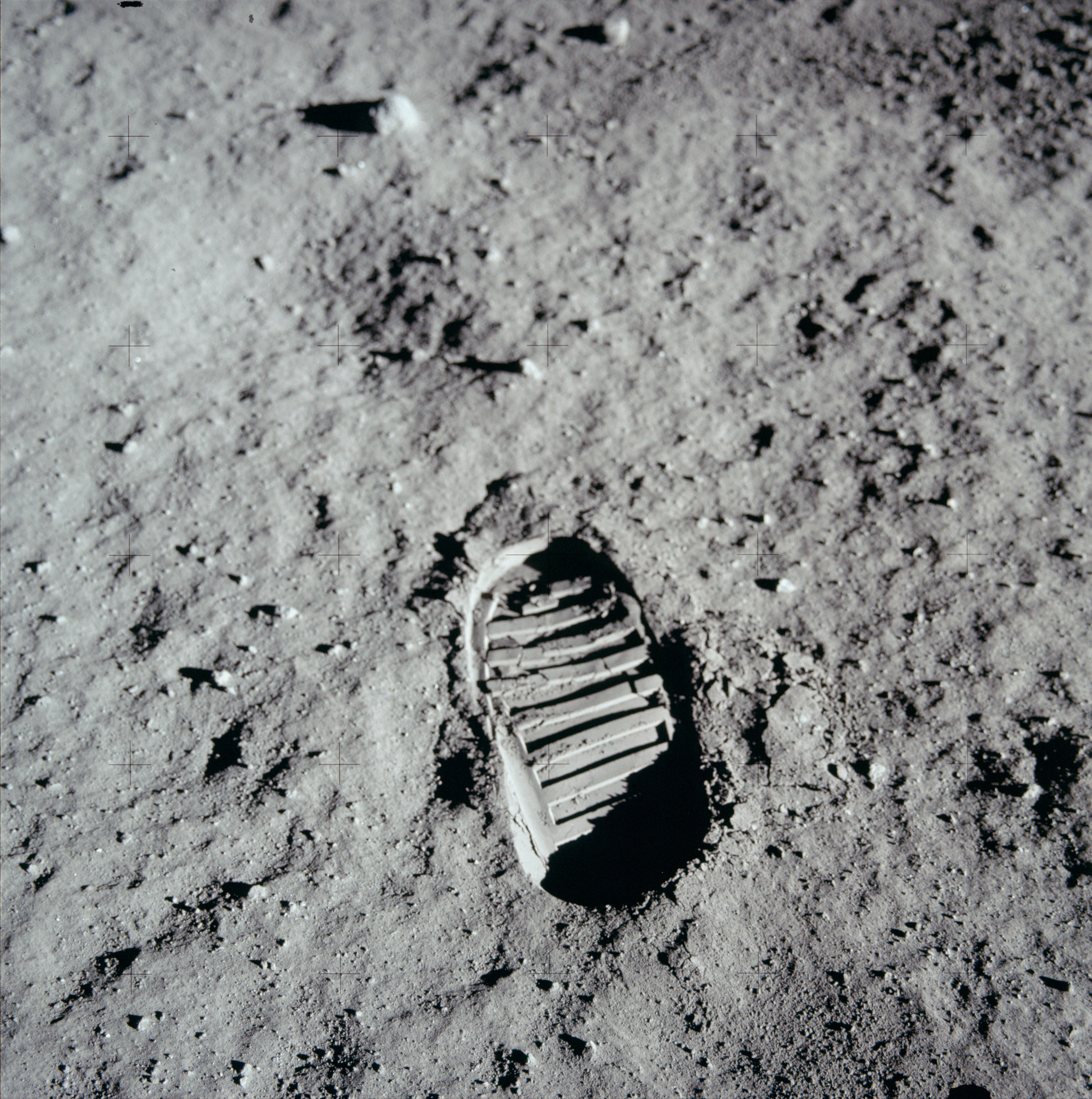
Aldrin lábnyoma a Nyugalom Bázison

Az egész program legtörténelmibb és legnevezetesebb repülése volt az Apollo–11, amellyel először próbálkoztak leszállni a holdfelszínre és az rögtön sikerrel is járt. Az elsőség miatt Armstrong és Aldrin minden ténykedésének jelentős szerepe volt. Ezek között kiemelkedik Armstrong epigramma-szerű mondata, amit közvetlenül a holdfelszínre lépve mondott: „That's one small step for [a] man, one giant leap for mankind.” („Kis lépés ez egy embernek, de hatalmas ugrás az emberiségnek”)
Ezen kívül az űrhajósok felállítottak egy kamerát, amellyel először a történelem során sugároztak képeket a Hold felszínéről, illetve, amelyen át beszélgettek Richard Nixon elnökkel. Aldrin azt is tanulmányozta, hogy milyen a mozgás a teljesen más gravitációs környezetet nyújtó Holdon és felállította az emberiség első műszerkészletét, amit űrhajósok szállítottak a felállítási helyükre. Felállították az első amerikai zászlót (amely hangsúlyozottan nem a hódítást jelképezte, hanem a hegymászók hegycsúcsokon kitűzött zászlaihoz hasonlóan a teljesítmény előtt tisztelgett).
Végül a két űrhajós volt az első, akik szemetet hagytak a Holdon. A kiürült, feleslegessé vált felszerelést ugyanis a felszállás előtt kidobták az Eagle holdkomp ajtaján, hogy ezzel is súlyt takarítsanak meg a felszálláshoz.

### Apollo–12

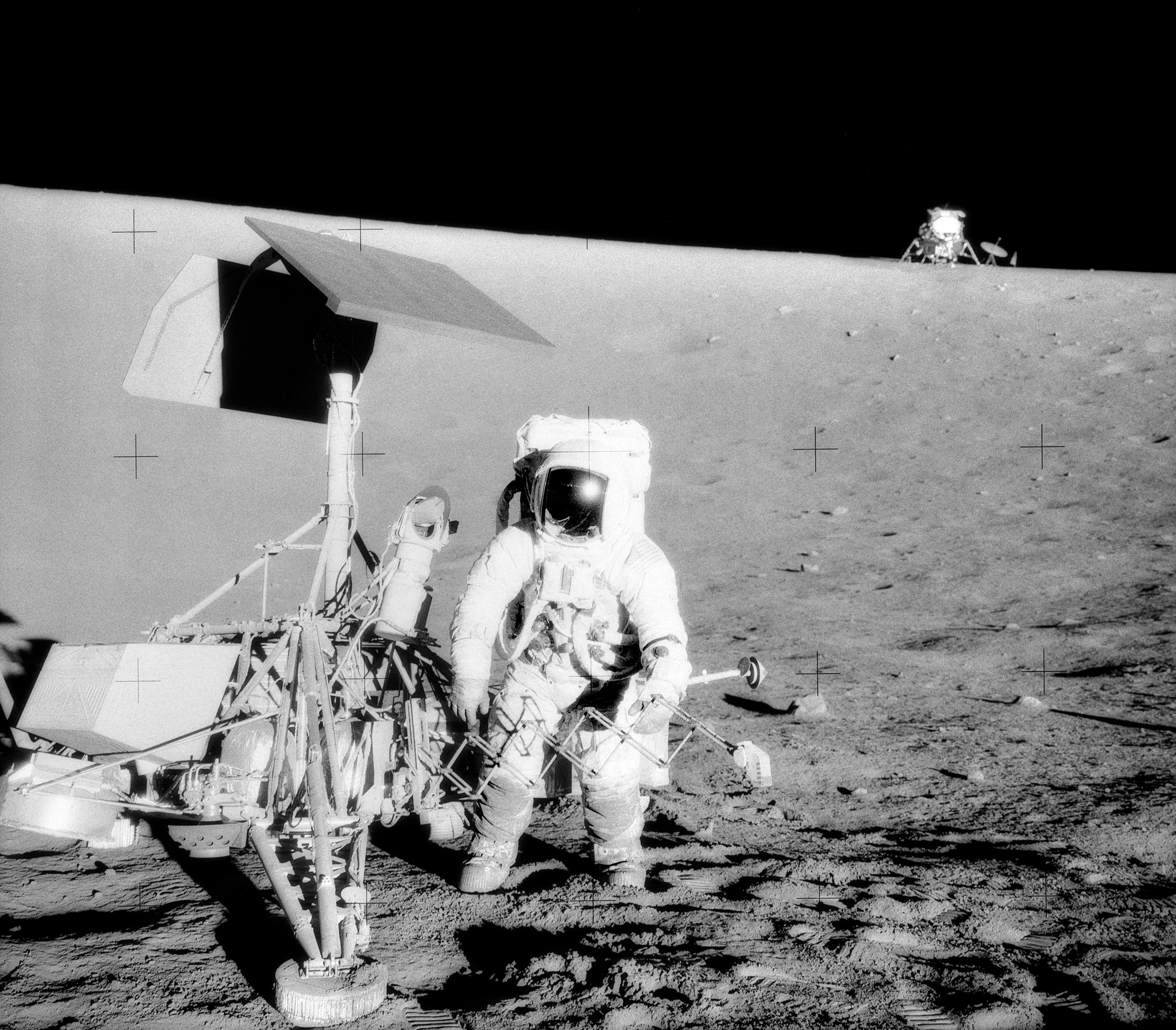
A Surveyor–3, háttérben az Intrepid holdkomppal

A Holdra szállás sikere után a következő expedíciók már más feladatot kaptak, technikai, tudományos jellegű útravalóval indultak, az Apollo–12-nek például be kellett bizonyítani, hogy a rendelkezésre álló technikával az űrhajósok képesek a lehető legpontosabban egy előre kitűzött ponton leszállni.
Az Apollo–12 esetében ez az előre kitűzött pont egy ember alkotta tárgy, egy pár évvel korábban az Oceanus Procellarumon leszállt űrszonda, a Surveyor–3 volt. A leszálláskor még nem lehetett tudni, hogy sikeres volt-e a hajszálpontos leszállás, csak az űrsétára való kiszálláskor. Előbb azonban másik fontos ténykedésként az Apollo-12 űrhajósai felállították azt a munkarendet, amelyet aztán lényegében minden utánuk következő expedíció követett. Kiszállás után az űrhajósok előbb felállították a magukkal vitt tudományos műszercsomagot, az ALSEP-et, majd geológiai mintavétel és geológiai túra következett.
A második holdsétán következett a geológiai túra keretében az Apollo–12 unikális tevékenysége: az ember alkotta tárgy, az űrszonda meglátogatása. Conrad és Bean elérte a tőlük kb. 160 méterre álló Surveyor–3-at, megvizsgálták, majd néhány kisebb alkatrészét magukkal hozták haza a Földre.

### Apollo–13
Az út közbeni robbanásról elhíresült és a NASA által sikeres kudarcnak minősített repülés, amelynek során a Holdra induló űrhajósok folyamatos rögtönzések és improvizálások árán végül hazajutott – a Holdra szállás természetesen elmaradt – a rendkívül rossz kilátások ellenére. Az űrhajósok emlékezetes tettei között inkább az extrém körülmények közötti helytállást lehet említeni.
Egyetlen szállóigévé vált mondat származik az Apollo–13-ról is. Amikor megtörtént a parancsnoki hajó műszaki egységében a robbanás és az űrhajósok felismerték a vészhelyzetet, Swigert jelentette az irányításnak, hogy „Houston, we've had a problem here” („Houston, volt itt egy problémánk”). A közhiedelem úgy tartja, hogy Lovell jelentette így a problémát (ráadásul a magyar köznyelvben ez meglehetősen szabad fordítás szerint a „Houston, baj van!” formában terjedt el), de a parancsnok, csak Swigert után, kvázi megerősítve pilótája üzenetét szólt a rádióba hasonlóan.

### Apollo–14
A program soron következő repülése az Apollo–13 balesetét követő repülésekhez való visszatérésekről, illetve Alan Shepardnak szintén a repülésekhez való visszatéréséről szólt. Előbbi egy hosszas kivizsgálást követően következett be, utóbbi pedig igencsak botrányosan, részrehajlásoktól sem mentesen, némileg érdemtelenül ment végbe.
A repülésnek két érdekesebb mozzanata volt. Az egyik, műveleti szempontok szerinti epizód volt, hogy elérendő geológiai célként azt tűzték ki az űrhajóspáros elé, hogy érjék el a leszállóhely legfontosabb nevezetességének, a Cone kráternek a peremét. Ám az űrhajósok a rendelkezésre álló támpontok és tájékozódási eszközökre támaszkodva ehelyett kissé eltévedtek és végül nem sikerült elérni a célt,
A másik emlékezetesség inkább egyéni ambíció, mintsem a műveleti terv része volt. Lévén Shepard óriási golfrajongó, a személyes tárgyak között, amit a NASA minden űrhajósnak – rendlkívül korlátozott mértékben ugyan, de – engedélyezett, egy golfütő fejet és néhány golflabdát vitt magával. És amikor minden tevékenységet elvégeztek, a második holdséta végén Shepard elővette az ütőfejet, felcsatlakoztatta egy geológiai eszköz nyelére és néhányat ütött a labdákkal, így ő lehetett az első ember, aki sportolt, golfozott a Holdon.

### Apollo–15

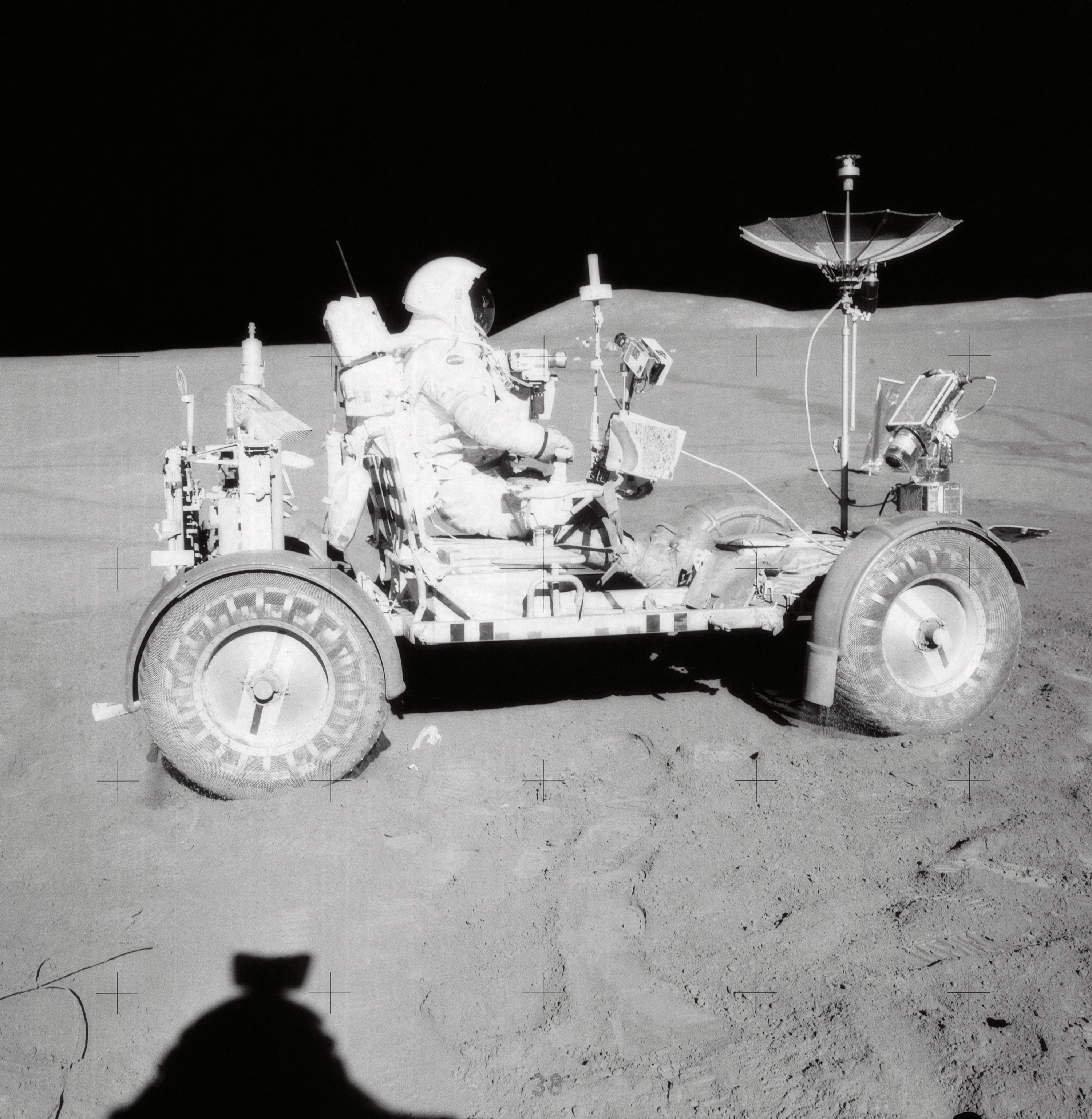
Dave Scott és a holdjáró

Az Apollo-programban ezzel a repüléssel tértek át a J típusú repülésekre, azaz a két holdséta helyett háromra, illetve a legnagyobb újdonságként a holdjáró alkalmazására. A tervezők ezeknek a lehetőségeknek a figyelembevételével jelölték ki a minden addiginál bonyolultabb és változatosabb leszállóhelyet a Hadley-Appenninneken.
Az expedíció első nevezetessége az volt, hogy az űrhajósok négy űrhajón kívüli tevékenységre készültek a holdfelszínen, igaz ebből az első csak technikai értelemben volt az, mivel kinyitották a holdkomp felső ajtaját és a parancsnok derékig kiemelkedve felmérte a geológiai sajátosságokat, mintegy fél órában. Dave Scott legfontosabb feladata a holdjáró beüzemelése és kipróbálása volt. Ehhez többek között ennél az egy repülésnél felborították a jól megszokott műveleti sorrendet (ALSEP-geológiai kutatások) és a holdautó első útját tették legelőre a műveleti sorrendben. Scott dolgát még az is nehezítette, hogy valamilyen rejtélyes módon nem működött a holdjármű első kerék kormányzása. A holdjáró kipróbálása és első útjai teljes sikert hoztak.
A legénység ezen kívül – köszönhetően a kitűnő geológiai kiképzésnek és a parancsnok geológia iránti lelkesedésének – anortozitot (a Naprendszer egyik legrégebben keletkezett és azóta változatlan formában fennmaradt kristályos kőzetét) talált és az egyik minta képében hazahozta a Teremtés kövét, egy 4,5 milliárd évesnél is idősebb szikladarabot.

### Apollo–16
A második holdjárós repülés az előző mintájára indult a Holdra. És arról vált nevezetessé, hogy az irányítás felülírta a saját szabályait és kockázatot vállalt. A Holdhoz érkezés után, a holdkomp leszálláshoz való leválását követően kiderült, hogy a parancsnoki űrhajó főhajtóművének másodlagos irányítórendszere meghibásodott. Ilyen esetre repülés megszakítást írt elő a NASA szabályrendszere.
Az űrhajósok tevékenységének legfőbb különlegessége az volt, hogy a küldetés tervezők téves feltételezésekre épülő repülési tervvel indították útnak őket, mégis sikerült maradandót alkotni. A repülés elé azt a célt tűzték ki, hogy keresse a fiatal vulkáni működés jeleit (amelyet műholdfelvételek fényképein megtalálni véltek), bizonyítván, hogy a Hold még nem teljesen és végérvényesen halott, kihűlt égitest. Ám a helyszínre érve, az űrhajósok a Hold körüli keringésből készült fotókon levő alakzatokban egész másra találtak, mint amit a tudósok feltételeztek. A legénység különleges teljesítménye abban állt, hogy végül annak ellenére, hogy az alap, amire a geológiai munkájukat építeni kellett, használhatatlan volt, a leszállóhely geológiai képét tökéletesen sikerült felépíteniük a mintavételeikkel.

### Apollo–17

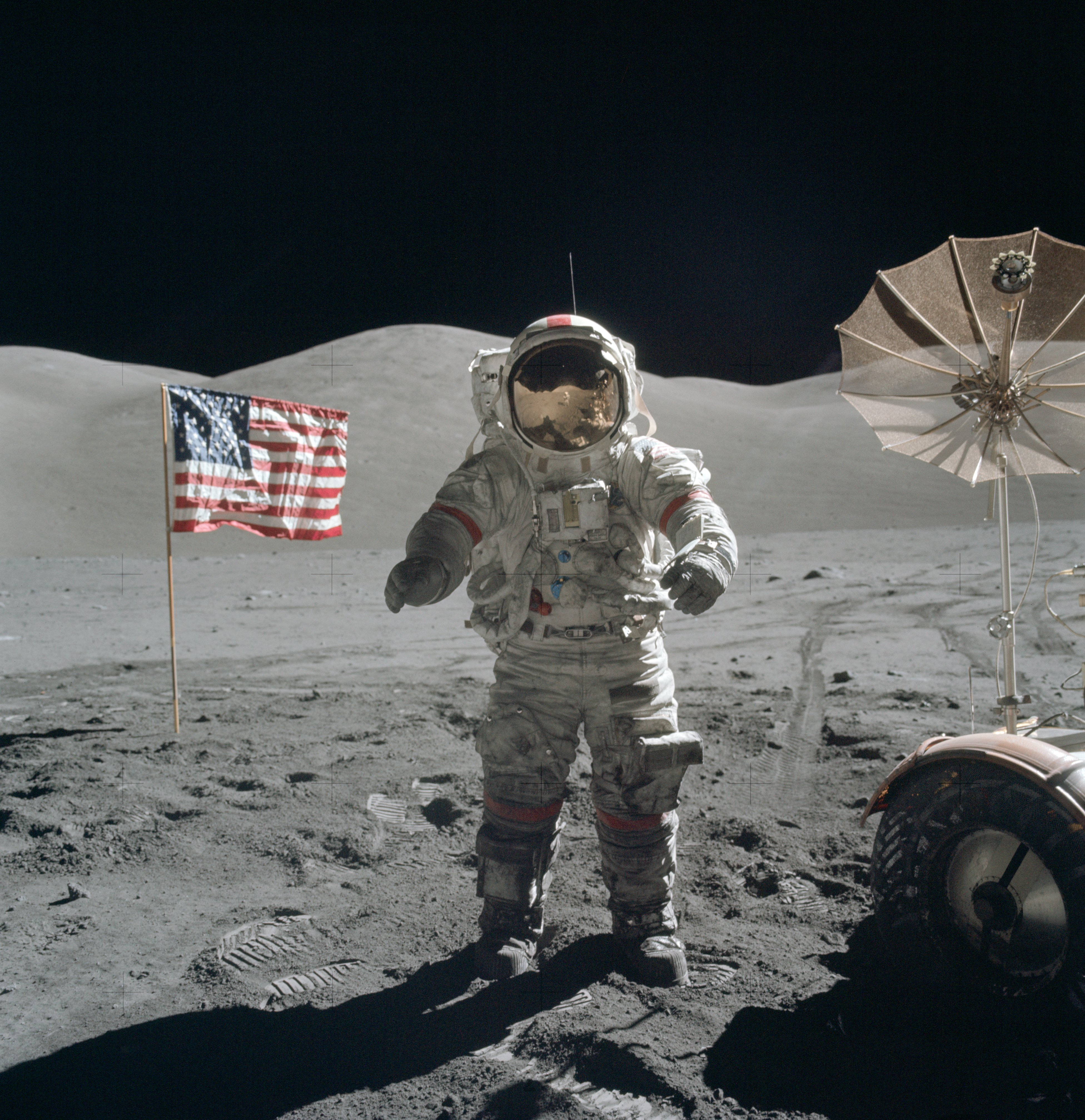
Gene Cernan a holdfelszínen a zászlóval

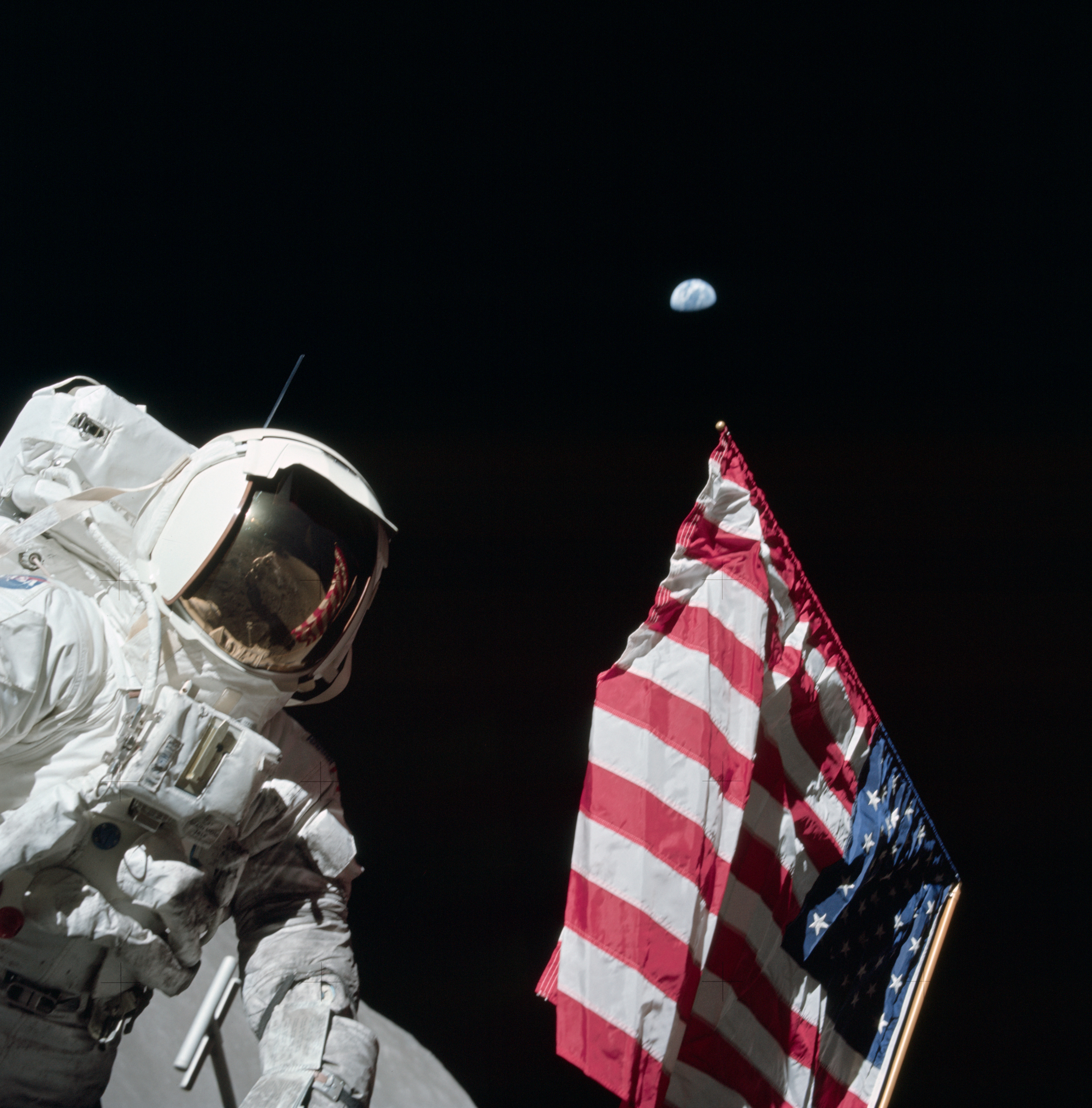
Jack Schmitt a zászlóval, háttérben a Föld

Az Apollo-program legutolsó repülése, amellyel lezárták az amerikai holdprogramot. A startra is látványos körülmények között, éjszaka került sor. A legnagyobb különlegesség azonban az volt, hogy megannyi katonai pilótát követően elsőként jutott fel egy valóban civil tudós, Harrison Schmitt geológus, hogy élesben, a helyszínen gyakorolja a szakmáját a Holdon.
Érdekes módon egy geológus repültetésének meg is lett az eredménye, meg nem is, talán erről lett híres a repülés maga is. Schmitt a második holdsétán szenzációs felfedezést tett, narancsszínű talajt azonosított az egyik geológiai megállónál. Ez közvetlen bizonyítékul szolgált arra, hogy van vulkáni aktivitás a Holdon (az Apollo–16 által keresett, de nem talált vulkánokat sikerült megtalálni az Apollo–17-en). Aztán a hazahozott talaj és kőzetminták részletes laboratóriumi elemzése bebizonyította, hogy Schmitt a geológiai tudása ellenére tévedett és a talaj elszíneződését nem vulkáni tevékenység okozta, hanem egy becsapódás hatása és a Hold mégis geológiailag inaktív, halott égitest.
Ennél jelentősebb tettet vitt véghez a parancsnok, egy egyszerű, a Földön inkább barkácsolásnak nevezett művelettel. Az első holdsétán Cernan véletlenül ráejtette a geológuskalapácsát a holdjáró sárvédőjére. Azt a korábbi tapasztalatok mutatták, hogy a jármű ugyan sarat nem ver fel, annál nagyobb mennyiségű port, amely aztán leszállva, megülepedve megtelepszik az űrhajósok ruháján és a holdjáró alkatrészein, túlmelegedést, vagy nem kívánatos súrlódást, végül meghibásodást okozva. Emiatt valahogy meg kellett javítani a hibás alkatrészt. Az irányítás segítségével aztán egy térkép kemény hátoldalából, ragasztószalagokból és iratkapcsokból a parancsnok és társa egy pótalkatrészt fabrikált és erősített a holdjáróra. Ez a rövid kis művelet választ adott arra az egész Apollo-programot átható kérdésre, hogy „Miért embereket küldünk a Holdra, ami egyrészt drága, másrészt az életüket veszélyezteti, miért nem küldünk robotokat, ami sokkal olcsóbb és biztonságosabb?” Egyszerűen mert az ember találékonyabb, képes a rögtönzésre, a feladatok újrafogalmazására.
Gene Cernannek jutott osztályrészül, hogy utolsóként szálljon vissza a holdkompba az Apollo–17 harmadik, egyben utolsó holdsétáján a holdfelszínen, ezzel kvázi lezárja az Apollo-program felszíni részét. Cernan egy Armstrongéhoz hasonló, emelkedett mondattal tette meg ezt:  „Ami ma Amerika kihívása, azt a jövő az ember sorsává kovácsolja majd holnapra. És ahogy mi elhagyjuk a Holdat Taurus Littrow-nál, elhagyjuk, ahogy érkeztünk, és Isten akaratának megfelelően visszatérünk, békében és az egész emberiség reményével.”